# Ossineke (Míchigan)
Ossineke es un lugar designado por el censo ubicado en el condado de Alpena en el estado estadounidense de Míchigan.  La localidad en el año 2010, tenía una población de 938 habitantes, con una densidad poblacional de 98,74  personas por km².

## Geografía
Ossineke se encuentra ubicado en las coordenadas 44°54′25.77″N 83°25′43.56″O / 44.9071583, -83.4287667. Según la Oficina del Censo, la localidad tiene un área total de 9,5 km² (3,7 mi²), de la cual 9,5 km² (3,7 mi²) es tierra y 0 km² (0 mi²) (0.0%) es agua.

### Localidades adyacentes
El siguiente diagrama muestra a las localidades en un radio de 32 kilómetros (19,9 mi) de Ossineke.